# Pericallis aurita
La erva-de-coelho (Pericallis aurita) es una flor de mayo de la familia de las asteráceas y una especie endémica de la isla de Madeira.

## Descripción
Es un arbusto perennifolio de tallos ramificados que puede alcanzar 1,5 metros de altura. Cuenta con numerosos capítulos, ordenados en grandes corimbos, con flores tubulosas púrpuras o rosadas y brillantes. Además, cuenta con una lígula ligera. Tiene una floración de mayo a julio.

## Distribución
Es endémica de la isla de Madeira, aunque también es posible de observar en Porto Santo.

## Hábitat
Es un arbusto leñoso, propio del Monteverde y habita en los bosques de Laurisilva y en colinas rocosas y húmedas de mayor altitud.

## Sinonimia
- Cineraria aurita -L'Hér.
- Senecio maderensis -DC.
- Senecio madrensis -A. Gray